# Station Doetinchem
Station Doetinchem is het belangrijkste spoorwegstation in Doetinchem aan de spoorlijn Winterswijk – Zevenaar. 

## Geschiedenis
Het oorspronkelijke station Doetinchem (van het type GOLS groot) werd geopend op 15 juli 1885. In 1916 werd het gebouw uitgebreid met een goederenloods. In 1972 stopte het goederenvervoer in Doetinchem. In 1983 werd het oude station en loods gesloopt en het nieuwe station gebouwd, naar een ontwerp van Peter Kilsdonk. Opvallend zijn de daken, die van dikke betonblokken gemaakt lijken te zijn (alleen de rand is daadwerkelijk dik). 

### Vernieuwing 2014
In 2014 werd begonnen met de verbreding van het middenperron. Tot 28 augustus 2016 is gewerkt aan een verbreding van het perron en de aanleg van een opstelspoor waar Breng vier treinstellen kan opstellen. In de nazomer van dat jaar werd de fietsenstalling uitgebreid en de verkeerssituatie rondom het Stationsplein verbeterd.

## Afbeeldingen

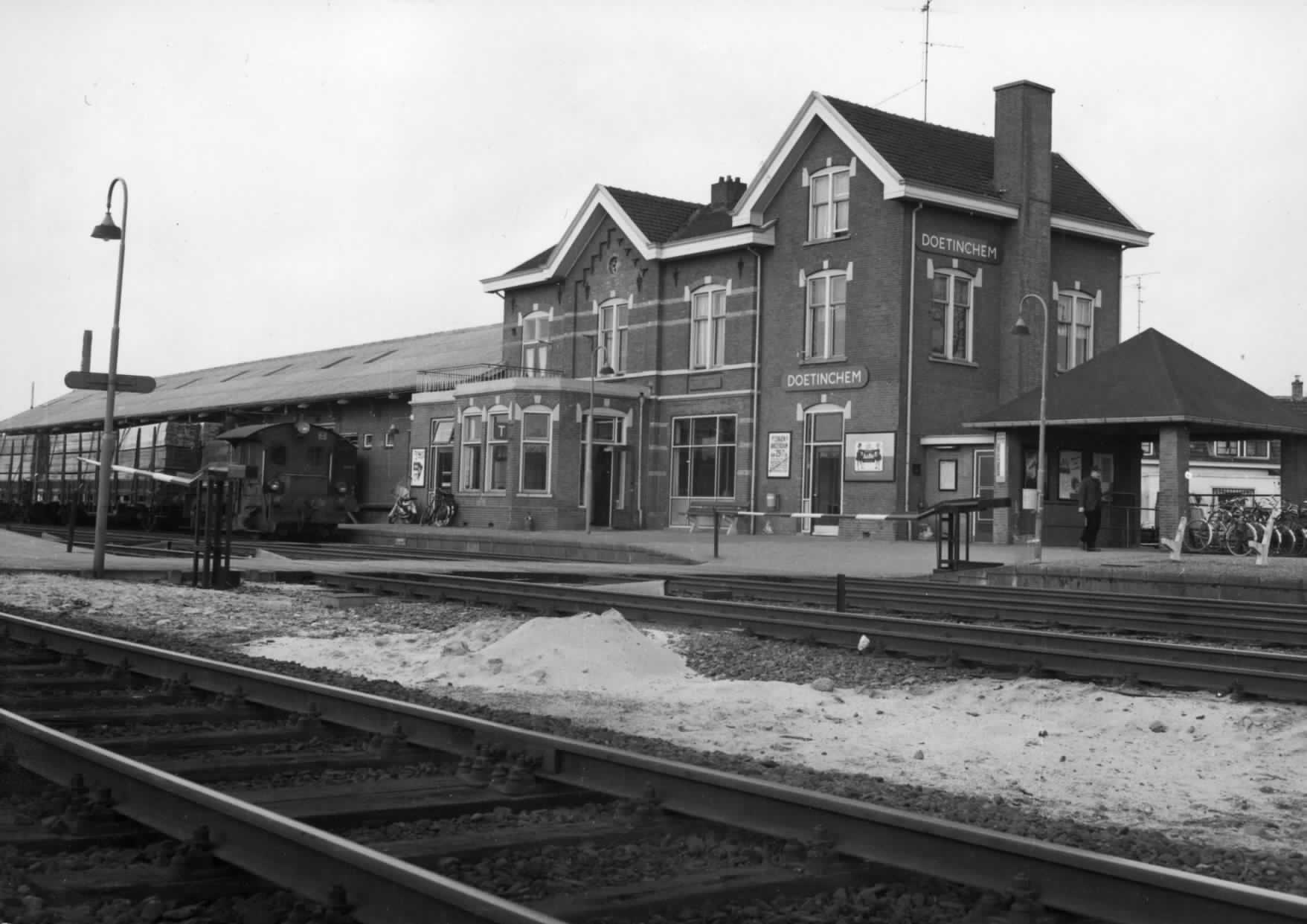
Station in 1966
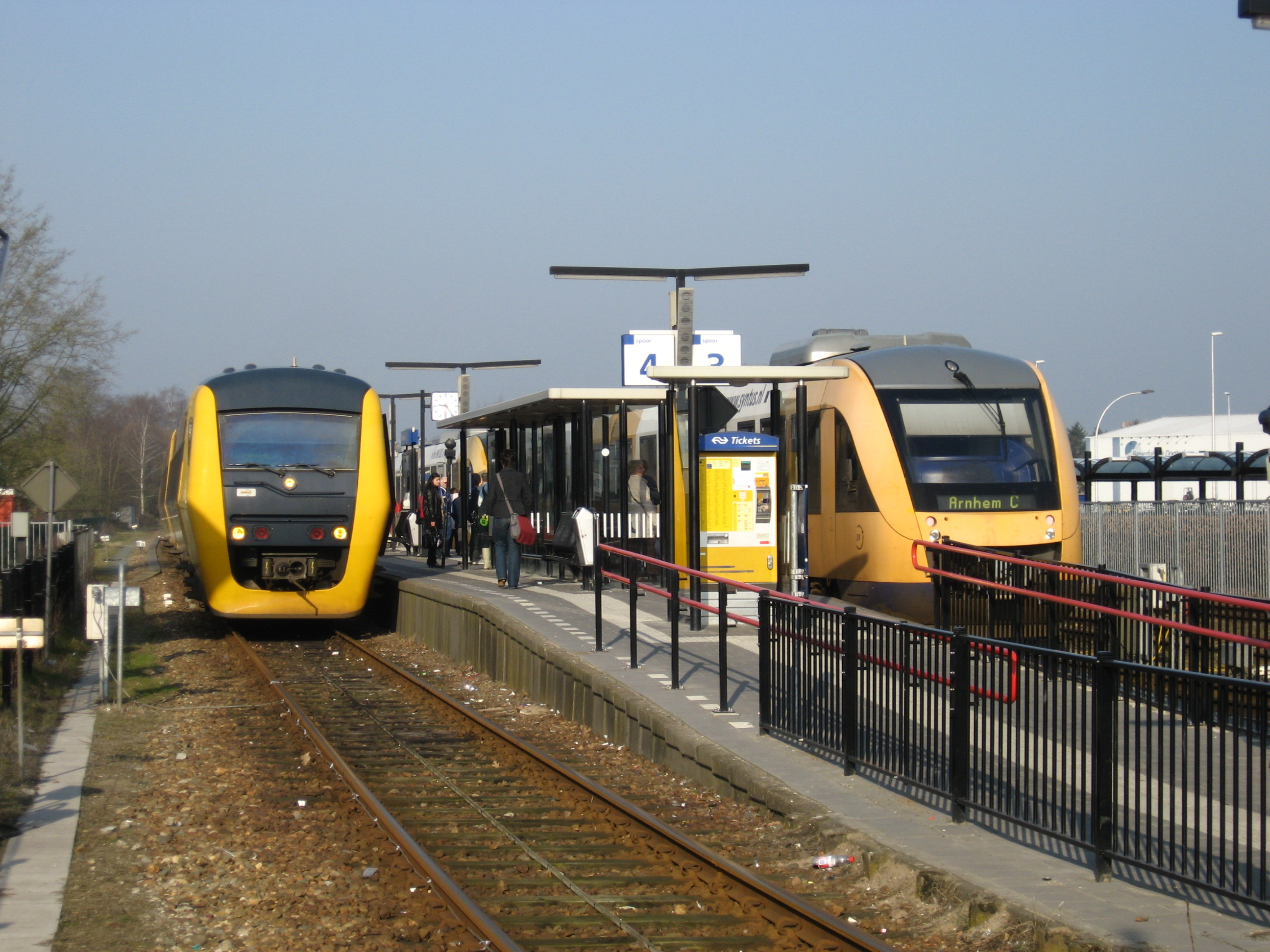
Perron voor de verbreding. Een Buffel en een LINT kruisen elkaar
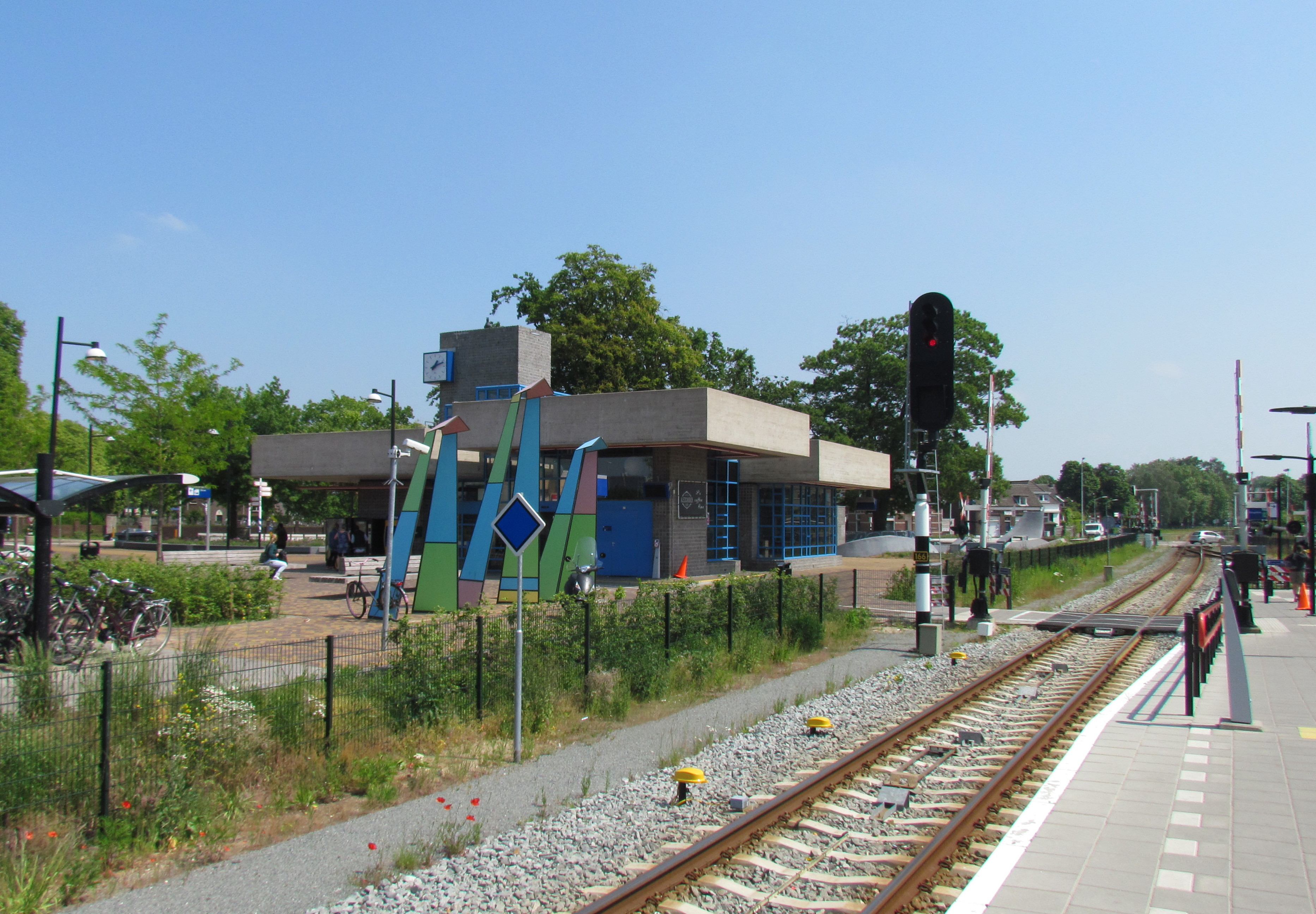
Station in 2018
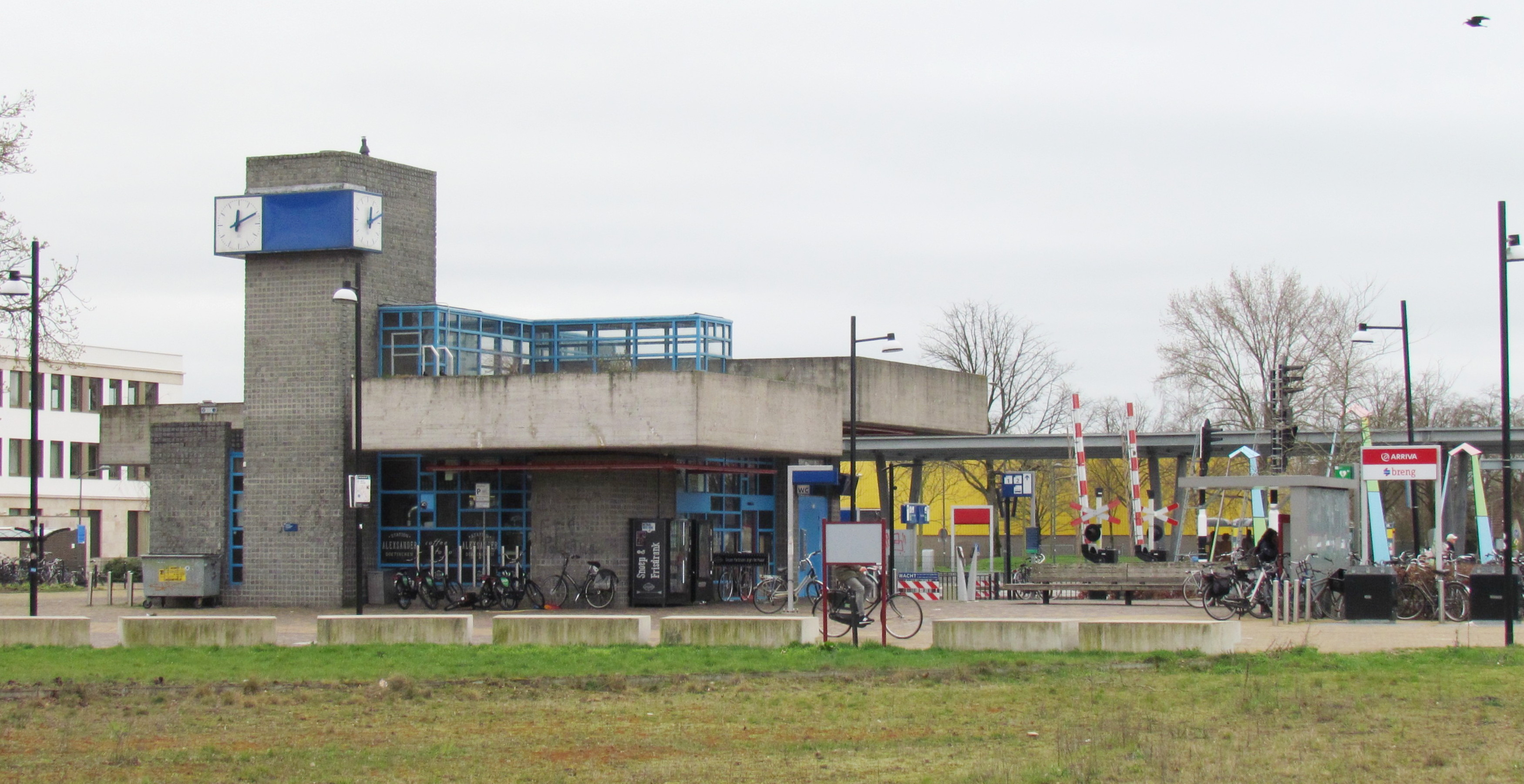
Station in 2023
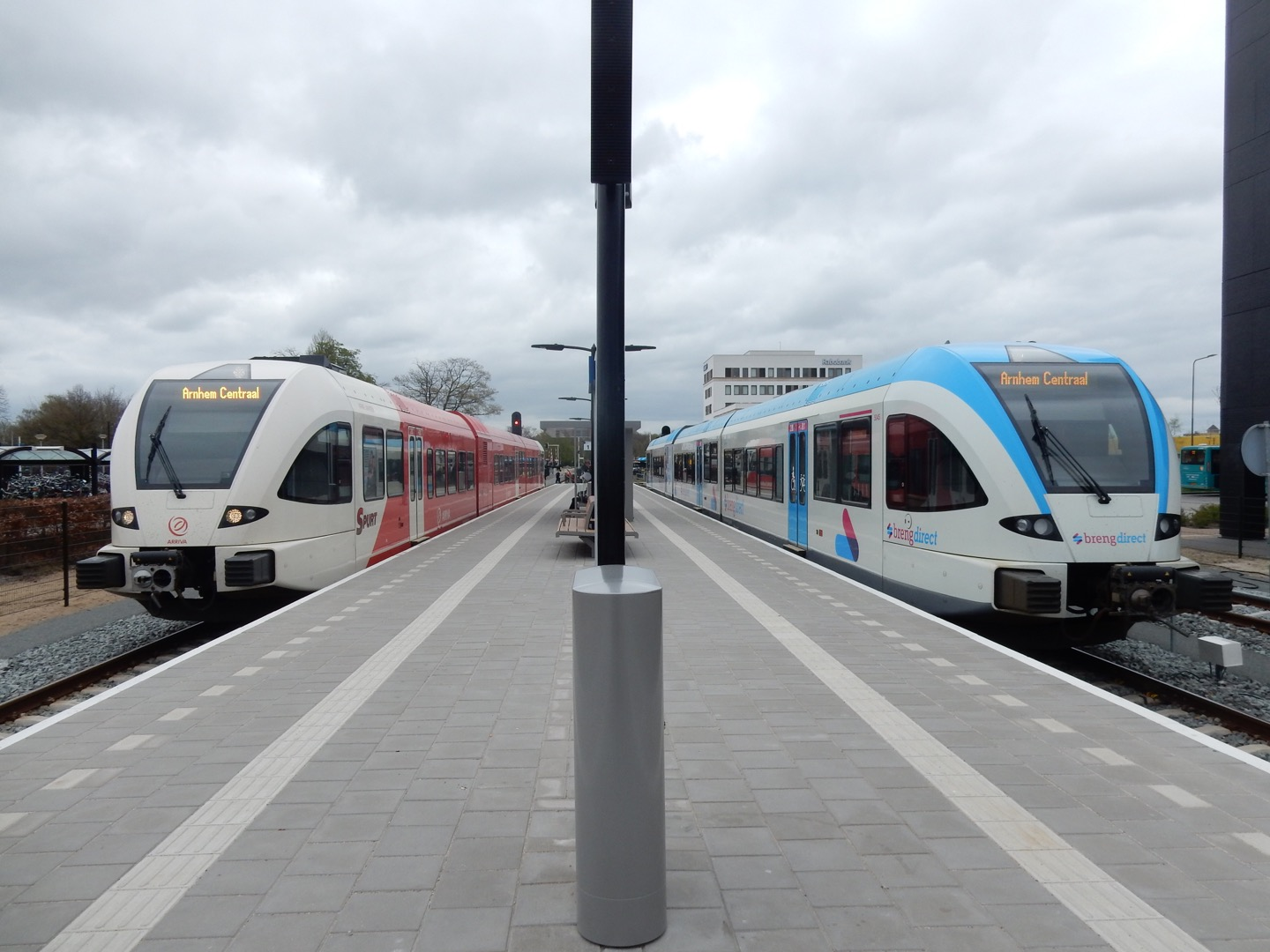
Twee GTW's op het station. Een van Arriva en een van Hermes onder de naam Breng

## Dienstregeling
Ieder halfuur stopt hier de stoptrein Arnhem Centraal – Winterswijk, die wordt geëxploiteerd door Arriva. Deze verbinding wordt doordeweeks tot 20:00 aangevuld met ieder halfuur een stoptrein Arnhem Centraal – Doetinchem, die wordt geëxploiteerd door Hermes onder de naam Breng. Tot 9 december 2012 werden beide verbindingen geëxploiteerd door Syntus. Per diezelfde datum werden het loket en de wachtruimte in het station gesloten.
| Serie       | Treinsoort         | Route                                                | Bijzonderheden |
| ----------- | ------------------ | ---------------------------------------------------- | --- |
| 30700 RS 32 | Stoptrein (Hermes) | Arnhem Centraal – Doetinchem                         | Rijdt onder de naam brengdirect en rijdt niet in de avonduren (na 20:00 uur) en het weekend. Verzorgt samen met Arriva een kwartierdienst tussen Arnhem en Doetinchem. |
| 30900 RS 32 | Stoptrein (Arriva) | Arnhem Centraal – Doetinchem – Terborg – Winterswijk | Rijdt op zondag ochtend slechts 1x per uur richting Winterswijk. Vormt dan tussen Arnhem en Terborg een 30 minuten dienst met 36900. Op zondag ochtend begint de rit richting Arnhem 1x per uur in Winterswijk en 1x per uur in Terborg. Verzorgt samen met Hermes (die onder de naam brengdirect rijdt) doordeweeks tot 20:00 uur een kwartierdienst tussen Arnhem en Doetinchem. |
| 36900 RS 32 | Stoptrein (Arriva) | Arnhem Centraal – Doetinchem – Terborg               | Rijdt op zondagochtend 1 keer per uur richting Terborg. Vormt dan tussen Arnhem en Terborg een 30 minuten dienst met 30900. Rijdt niet op maandag tot en met zaterdag. Rijdt niet richting Arnhem. |

In de gemeente Doetinchem bevinden zich verder nog de stations Doetinchem De Huet, Wehl en Gaanderen. Tot 1985 was er in plaats van station Doetinchem De Huet het station Doetinchem West, dat gelegen was tussen de stations Doetinchem en het huidige Doetinchem De Huet.
Direct naast station Doetinchem bevindt zich het Openbaar Vervoer & Speelgoed Museum.

## Voor- en natransport
Bij het station is een busstation, vanwaar verschillende streek- en schoolbussen vertrekken. Al deze diensten worden door Arriva gereden sinds de concessieovergang eind 2010, met uitzondering van lijnen 27 en 29 die gedeeltelijk ook door Hermes (Breng) gereden worden.
| Lijn | Route                                                                   | Bijzonderheden |
| ---- | ----------------------------------------------------------------------- | --- |
| 23   | Doetinchem - Zelhem - Wolfersveen - Veldhoek - Ruurlo - Borculo         | Rijdt op weekdagen tussen 7:45-9:45 uur, tussen 10:00-11:00 uur en tussen 12:00-16:30 uur via de Leostichting.                      |
| 24   | Doetinchem - Braamt - Zeddam - 's-Heerenberg                            | |
| 27   | Doetinchem - Doesburg - Giesbeek - Velp - Arnhem CS                     | Wordt afwisselend gereden door Arriva en Hermes (Breng).                                                                            |
| 28   | Doetinchem - Etten - Ulft - Gendringen                                  | |
| 29   | Doetinchem - Doesburg - Rheden - Velp - Arnhem CS                       | Rijdt niet doordeweeks na 19:35 en in het weekend. Wordt afwisselend gereden door Arriva en Hermes (Breng).                         |
| 40   | Doetinchem - Gaanderen - Terborg - Silvolde - Breedenbroek - Dinxperlo  | Rijdt niet in het weekend. |
| 51   | Doetinchem - Velswijk - Keijenborg - Hengelo - Vorden                   | |
| 74   | Doetinchem - Varsseveld - Lichtenvoorde - Groenlo - Eibergen - Enschede | |
| 82   | Doetinchem - Langerak - Hummelo - Steenderen - Warnsveld - Zutphen      | |
| 428  | Doetinchem - Etten - Ulft - Gendringen - Breedenbroek - Dinxperlo       | Rijdt alleen 's avonds en in het weekend.                                                                                           |
| 612  | Station - Sportpark Zuid                                                | Schoolbus, drie ritten naar Tweede Loolaan en zes ritten naar station Doetinchem.                                                   |
| 623  | Station → Graafschap College                                            | Schoolbus |
| 627  | Doetinchem ← Keppel ← Drempt ← Doesburg ← Angerlo ← Giesbeek            | Schoolbus |
| 628  | Doetinchem ← Etten ← Ulft ← Gendringen ← Breedenbroek ← Dinxperlo       | Schoolbus |
| 651  | Doetinchem - Velswijk - Hengelo ← Vorden ← Warnsveld ← Zutphen          | Schoolbus, één rit Zutphen → Doetinchem, één rit Hengelo - Doetinchem v.v. en twee ritten station Doetinchem → Doetinchem Kruisberg |
| 656  | Doetinchem - Velswijk - Hengelo - Apeldoorn                             | Schoolbus, rijdt 's ochtends naar Apeldoorn en 's middags naar Doetinchem.                                                          |

Verder zijn er parkeervoorzieningen voor auto's, een onbewaakte fietsenstalling en fietskluizen. In Doetinchem en een deel van de omgeving rijdt tevens de Regiotaxi.
Winterswijk GOLS ·
0,0: Winterswijk ·
6,5: Miste ·
8,6: Bredevoort ·
11,9: Aalten ·
16,3: Lintelo ·
20,4: Varsseveld ·
26,7: Silvolde ·
27,3: Terborg ·
28,7: Gaanderen ·
30,2: Gaanderen-Oosselt ·
Doetinchem Stadion ·
33,6: Doetinchem ·
34,3: Doetinchem West ·
36,1: Doetinchem De Huet ·
39,2: Wehl ·
41,0: Stillewald ·
45,4: Didam ·
49,0: Zevenaar GOLS ·
49,6: Zevenaar
Huidige stations:
Aalten ·
Apeldoorn · 
-De Maten · 
-Osseveld ·
Arnhem:
-Centraal · 
-Presikhaaf · 
-Velperpoort · 
-Zuid ·
Barneveld:
-Centrum · 
-Noord ·
-Zuid ·
Beesd ·
Brummen ·
Culemborg ·
Didam ·
Dieren ·
Doetinchem · 
-De Huet · 
Duiven ·
Ede:
-Centrum ·
-Wageningen ·
Elst ·
Ermelo ·
Gaanderen · 
Geldermalsen ·
't Harde ·
Harderwijk ·
Hemmen-Dodewaard ·
Kesteren ·
Klarenbeek ·
Lichtenvoorde-Groenlo ·
Lochem ·
Lunteren ·
Nijkerk ·
Nijmegen · 
-Dukenburg · 
-Goffert · 
-Heyendaal · 
-Lent ·
Nunspeet · 
Oosterbeek ·
Opheusden ·
Putten ·
Rheden ·
Ruurlo ·
Terborg ·
Tiel · 
-Passewaaij ·
Twello · 
Varsseveld · 
Veenendaal-De Klomp · 
Velp · 
Voorst-Empe · 
Vorden · 
Wehl ·
Westervoort · 
Wezep · 
Wijchen ·
Winterswijk · 
-West · 
Wolfheze · 
Zaltbommel · 
Zetten-Andelst · 
Zevenaar · 
Zutphen
Voormalige stations: lijst van voormalige spoorwegstations in Gelderland